# Атлаутла
Атлаутла (исп. Atlautla) — муниципалитет в Мексике, штат Мехико, с административным центром в городе Атлаутла-де-Виктория. Численность населения, по данным переписи 2010 года, составила 27 663 человека.

## Общие сведения
Название Atlautla с языка науатль можно перевести как место, где много каньонов.
Площадь муниципалитета равна 162 км², что составляет 0,72 % от площади штата. Он граничит с другими муниципалитетами штата Мехико: на севере с Амекамекой, на юге с Экацинго, на западе с Осумбой, а на востоке с другим штатом Мексики — Пуэбла.

## Учреждение и состав
Муниципалитет был образован 9 октября 1874 года, в его состав входят 24 населённых пункта, самые крупные из которых:
| Код INEGI | Населённый пункт                                                          | Численность населения (2005 год) | Численность населения (2010 год) |
| 015       | Всего                                                                     | 24110                            | 27663                            |
| 0001      | Атлаутла-де-Виктория (исп. Atlautla-de-Victoria) (административный центр) | 10024                            | 10967                            |
| 0006      | Сан-Хуан-Теуиститлан (исп. San Juan Tehuixtitlán)                         | 5909                             | 6743                             |
| 0007      | Сан-Хуан-Тепекокулько (исп. San Juan Tepecoculco)                         | 2902                             | 3790                             |
| 0005      | Сан-Андрес-Тлаламак (исп. San Andrés Tlalamac)                            | 2551                             | 3497                             |
| 0004      | Попо-Парк (исп. Popo Park)                                                | 1084                             | 1214                             |
| 0002      | Лас-Делисиас (исп. Las Delicias)                                          | 641                              | 618                              |
| 0068      | Сан-Хуан-Гранде (исп. San Juan Grande)                                    | н/д                              | 429                              |
| 0002      | Колония Гуадалупе-Идальго (исп. Colonia Guadalupe Hidalgo)                | 760                              | н/д                              |

## Экономическая деятельность
Работоспособное население занято по секторам экономики в следующих пропорциях: сельское хозяйство и скотоводство — 40,7 %, обрабатывающая промышленность, производство и строительство — 18,6 %, сфера услуг и туризма — 39,3 %.

## Инфраструктура
По статистическим данным 2010 года, инфраструктура развита следующим образом:
- электрификация: 98,8 %;
- водоснабжение: 96,4 %;
- водоотведение: 86,5 %.

## Туризм
Места, привлекающие туристов:
- церковь San Miguel Arcángel, построенная в XVI веке;
- пирамида доиспанского периода в Тепекокулько;
- дом Порфирио Диаса в Попо-Парке;
- Попокатепетль — гора, привлекающая альпинистов.